# Salut (Arménie)
Pour les articles homonymes, voir Salut.
Salut (en arménien Սալուտ ; anciennement Skut) est une communauté rurale du marz de Shirak en Arménie. En 2008, elle compte 112 habitants.